# Macaulay Culkin
Macaulay Carson Culkin, ameriški filmski igralec, * 26. avgust 1980, New York, ZDA.
Culkin je zaslovel je pri starosti 10 let z vlogo Kevina McCallisterja v božični komični seriji filmov Sam doma. Igral je v dveh delih, Sam doma (1990) in Sam doma 2: Izgubljen v New Yorku (1992). 
Poleg nadaljevank komedije Sam doma je Culkin igral tudi v filmih My Girl (1991), The Good Son (1993) The Nutcracker (1993), Getting Even with Dad (1994), The Pagemaster (1994) in Richie Rich (1994). Nominiran je bil za nagrade Kids 'Choice Awards, MTV Movie Awards in Young Artist Awards. Velja pa za enega najuspešnejših otroških igralcev. Culkin se je uvrstil na drugo mesto na seznamu VH1 "100 največjih otroških zvezd" in na E! "50 največjih otroških zvezd". 
Oddih si je vzel leta 1994, vrnil pa se je leta 2003 z gostovanjem v televizijski oddaji Will in Grace in vlogo v filmu Party Monster (2003). Napisal je avtobiografsko knjigo z naslovom Junior, ki je izšla leta 2006. Culkin je leta 2013 soustanovil newyorško komedio rock skupino Pizza Underground, katere glasba je bil vokalist. Na turneji so bili leta 2014, začeli pa so v Brooklynu 24. januarja 2014. Culkin je 10. julija 2016 izjavil, da Pizza Underground propada in da bo njihov naslednji album zadnji. Culkin je trenutno založnik in izvršni direktor spletnega mesta satirične pop kulture in podcasta Bunny Ears. 

## Zgodnje življenje
Macaulay Culkin se je rodil na Manhattnu materi Patrici Brentrup in očetu Kitu Culkinu. Ima štiri brate (Shane, Kieran, Christian, Rory) in dve sestri (Dakota, ki je leta 2007 umrla v prometni nesreči, in Quinn). Zaslovel je kot Kevin McCallister v filmu Sam doma (Home alone). Zaradi njegove popularnosti so ga razglasili za najboljšega otroškega igralca po Shirley Temple.

## Kariera
Vsi filmi, v katerih je sodeloval:
- Polnočna ura (The Midnight Hour- Otrok) 1985
- Rocket Gibraltar (Cy Blue Black) 1988
- Se vidiva zjutraj (See you in the Morning- Billy Livingstone) 1988
- Stric Buck (Uncle Buck- Miles Russell) 1989
- Jakobova lestev (Jacob's Ladder- Gabe Singer) 1989
- Sam doma (Home alone- Kevin McCallister) 1990
- Samo osamljenost (Only the Lonley- Billy Muldoon) 1991
- Moja punca (My Girl- Thomas J.) 1991
- Sam doma 2: Izgubljen v New Yorku  (Home Alone 2: Lost in New York- Kevin McCallister) 1992
- Dobri sin (The Good Son- Henry Evans) 1993
- Nutcracker (The Nutcracker- Nutcrackerjev Princ) 1993
- Dobivanje z očetom (Getting Even With Dad- Timmy Gleason) 1994
- Mali bogataš (Richie Rich- Richie Rich) 1994
- Pošast na zabavi (Party Monster- Michael Alig) 2003
- Rešen! (Saved!- Roland) 2004
- Jeruzalemski sindrom (Jerusalem's Sindrom- John McGaughran) 2004
- Seks in zajtrk (Sex and Breakfast- James Henderson) 2007

## Osebno življenje
Macaulay Culkin se je pri komaj osemnajstih letih poročil z Rachel Miner, njun zakon pa je trajal le dobri dve leti. Po razvezi je Culkin od leta 2002 hodil z igralko Milo Kunis. Leta 2006 sta načrtovala celo poroko.
17. septembra 2004 je bil aretiran, saj so pri njem odkrili 17,3 g marihuane. Nekaj časa je bil v priporu v Oklahomi, a je plačal varščino.
Zdaj Macaulay Culkin živi v Los Angelesu, vendar še vedno veliko časa preživi v New Yorku.